# Valdelubiel
Valdelubiel és una localitat espanyola de la provincia de Soria, a la comunitat autònoma de Castella i Lleó. Pertany al municipi de Burgo de Osma-Ciudad de Osma.
Al cens del 1879, ordenat pel compte de Floridablanca, figurava com a Val de Lubiel i com a territori del partit del Burgo de Osma en la intendència de Sòria. Tenia jurisdicció de patrimoni reial i estava sota l'autoritat de l'alcalde pedani. Tenia 81 habitants. Amb la caiguda de l'Antic Règim, la localitat es constitueix en el municipi constitucional de la regió de Castella la Vella. En el cens del 1842 tenia 24 llars i 90 veïns. Posteriorment, s'integrararia al Burgo de Osma.
L'any 1981 tenia 79 habitants que es van anar reduint fins a 39 el 2009.